# Natasa Janics
Nataša Janić (Cyrillisch: Наташа Јанић) (24 juni 1982) is een Hongaars kanovaarder. Oorspronkelijk kwam Janić uit voor Servië, maar sinds 2001 vaart ze voor het nationale team van Hongarije.
Haar vader was de Servische olympisch kanovaarder Milan Janić. Haar beide broers Stepan en Miko kwamen op de Olympische Zomerspelen in Beijing (2008) uit in een dubbele kajak. Haar man Andrian Dušev is ook olympisch kanovaarder. Zelf haalde Nataša Janić zes olympische medailles, de eerste gouden medaille voor Hongarije in 2004, en in 2008 weer, beide keren samen met Katalin Kovács in de K2-klasse.